# Benjamin F. Isherwood
Pour les articles homonymes, voir Isherwood.
Benjamin Franklin Isherwood , né le 6 octobre 1822 à New York et mort le 19 juin 1915 à New York, est un amiral américain.

## Biographie
Isherwood est né à New York. Il commence sa carrière pour la compagnie ferroviaire la New York Central Railroad et devient ingénieur. Isherwood travaille ensuite comme ingénieur sur le Canal Érié. Il conçoit et construit ensuite des phares pour le Département du Trésor, avant de rejoindre la marine.
Le 23 mai 1844, à l'âge de 22 ans, Isherwood est nommé Assistant Ingénieur dans la marine, il sert sous le général Richard Taylor (général) en 1846 à 1847. Pendant la Guerre américano-mexicaine, il sert sur un navire de guerre à vapeur de Princeton, et plus tard conne ingénieur en chef dans une Canonnière.
Lorsque la guerre américano-mexicaine prend fin, Isherwood est affecté au chantier naval de la Washington Navy Yard, où il aide Charles Stuart dans la conception des moteurs et des expériences avec de la vapeur comme source d'énergie de propulsion des navires. Dans les années 1850, Isherwood fait des essais opérationnels et de performances des machines à vapeur pour les navires de guerre américains. Il utilise ces données pour analyser l'efficacité des types de moteurs alors en usage.
Au cours des douze années écoulées entre la guerre américano-mexicaine et la guerre civile, Isherwood a publié 55 articles scientifiques et techniques sur l'ingénierie de la vapeur et de la propulsion du navire dans la prestigieuse revue de l'Institut Franklin. En 1859, l'ingénieur a publié les résultats de ses propres expériences thermodynamiques sur les machines à vapeur. Isherwood a été le plus prolifique écrivain technique d'avant-guerre.
Isherwood a pris la mer au cours de la période entre les deux guerres, servant comme ingénieur en chef de la frégate à vapeur San Jacinto sur une croisière de plus de trois ans. Au cours de cette croisière, il a été frappé par la dysenterie et est obligé de retourner aux États-Unis.
Peu de temps après le déclenchement de la guerre civile, Isherwood est nommé ingénieur en chef de la marine et le Bureau d'Ingénierie à vapeur a été créé sous sa direction.
Quand la guerre civile a commencé, la Marine avait 28 bateaux à vapeur, et pendant la guerre, le nombre est passé à 600. Isherwood a effectué la conception et la construction de la machinerie nécessaire pour atteindre cet objectif.
Entre 1863 et 1865, Isherwood a publié le premier et le deuxième volume de recherches expérimentales en génie à vapeur, qui ont été traduits en six langues et est devenu un texte d'ingénierie standard sur la vapeur d'expérimentation.
Après la guerre, Isherwood est principalement impliqué dans l'organisation d'un nouveau programme scientifique pour l'ingénierie de la vapeur à l'Académie navale d'Annapolis à Annapolis. En 1874, les ingénieurs navals ont raffiné ce programme au point qu'il a servi de modèle pour l'éducation en génie mécanique à la plupart des universités américaines.
En 1869, Isherwood allait à l'encontre de son ancien équipier, l'amiral David Dixon Porter. Pendant les années de guerre Isherwood a mené une campagne pour augmenter le rang et l'influence des officiers du génie dans la marine. Porter était opposés à ce changement dans la structure de classe du service. Après l'inauguration présidentielle de Ulysses S. Grant, le Secrétaire de la Marine Gideon Welles, ne pouvait plus le protéger et l'amiral Porter banni Isherwood de l'état-major à Mare Island Naval Shipyard à San Francisco.
Malgré sa stature réduite, Isherwood a continué à produire des innovations techniques. Entre 1870 et 1871, Isherwood a mené des expériences qui ont abouti à une hélice qui a été utilisé par la Marine pour les 27 prochaines années.
Il a été un pionnier dans la production de croiseurs rapides. Après une visite de chantiers navals européens, il devient président du conseil d'administration expérimentale dans le cadre du Bureau d'Ingénierie à vapeur jusqu'à sa retraite le 6 octobre 1884.
Isherwood est décédé à New York à l'âge de 92 ans.